# Simmeringer Blutsonntag
Als Simmeringer Blutsonntag werden Ausschreitungen im Zuge eines nationalsozialistischen „Propagandamarsches“ im Wiener Arbeiterbezirk Simmering am 16. Oktober 1932 bezeichnet. Einige Teilnehmer drangen zum Arbeiterheim Simmering in der Drischützgasse 4 vor und stießen dort auf eine Abordnung des Republikanischen Schutzbundes. Im Gefecht starben zwei Nationalsozialisten, ein Polizist und eine unbeteiligte Passantin. Weitere 75 Personen wurden zum Teil schwer verletzt.

## Vorgeschichte

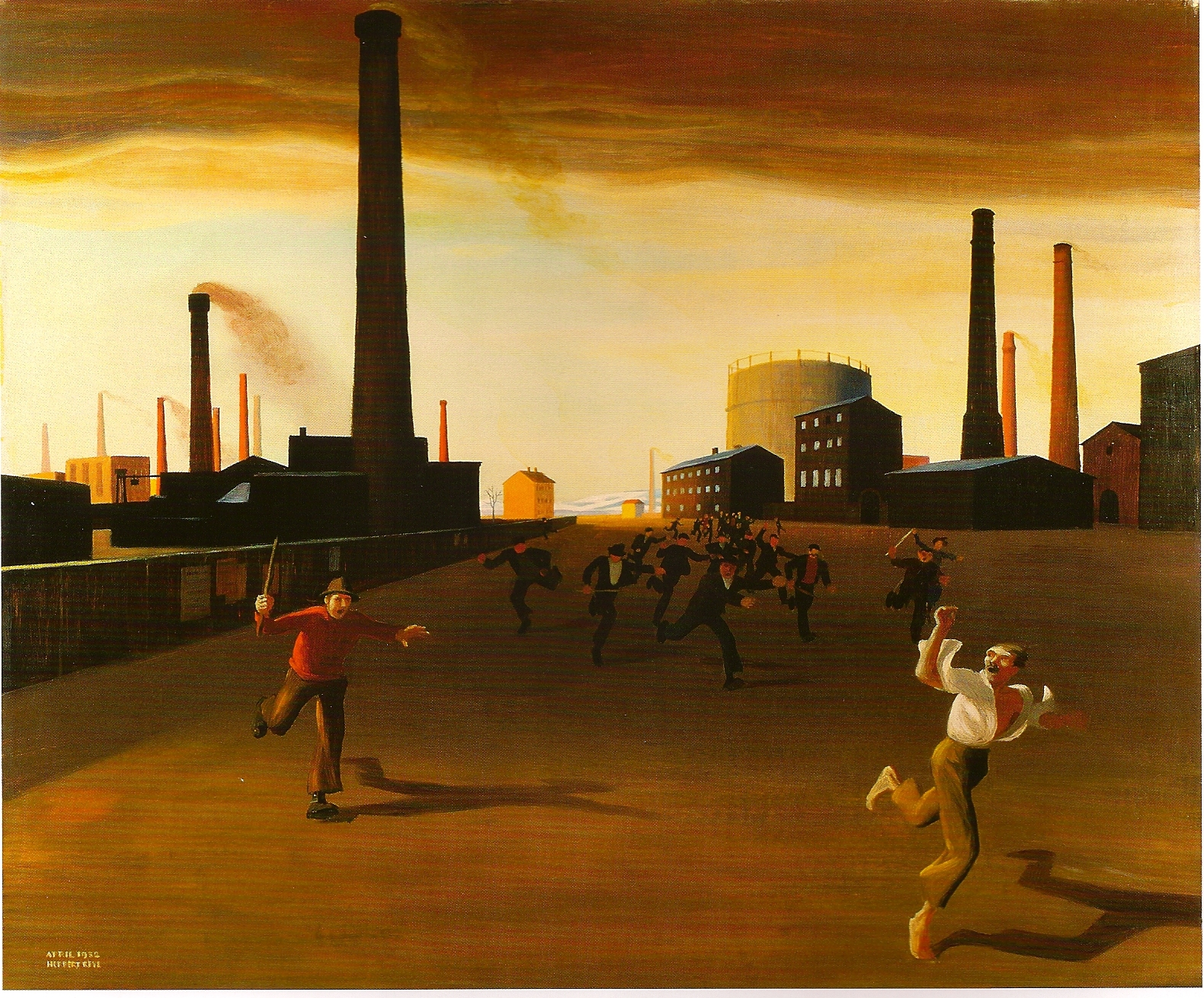
Die Verfolgung von Herbert von Reyl-Hanisch, 1932.

Im Zuge der Reichstagswahl häuften sich politisch motivierte Gewalttaten in Deutschland. Allein am 16. Juli 1932, dem „Blutsonntag von Altona“, wurden 18 Menschen erschossen. Diese Radikalisierung wirkte sich auch auf Österreich aus, wo es insbesondere rund um den Gauparteitag der Nationalsozialistischen Deutschen Arbeiterpartei Österreichs (NSDAP) am 2. Oktober 1932 in mehreren österreichischen Städten zu Zusammenstößen zwischen Anhängern der NSDAP und Anhängern der Sozialdemokratischen Arbeiterpartei Deutschösterreichs (SDAP) sowie der Kommunistischen Partei Österreichs (KPÖ) kam.

## Ablauf

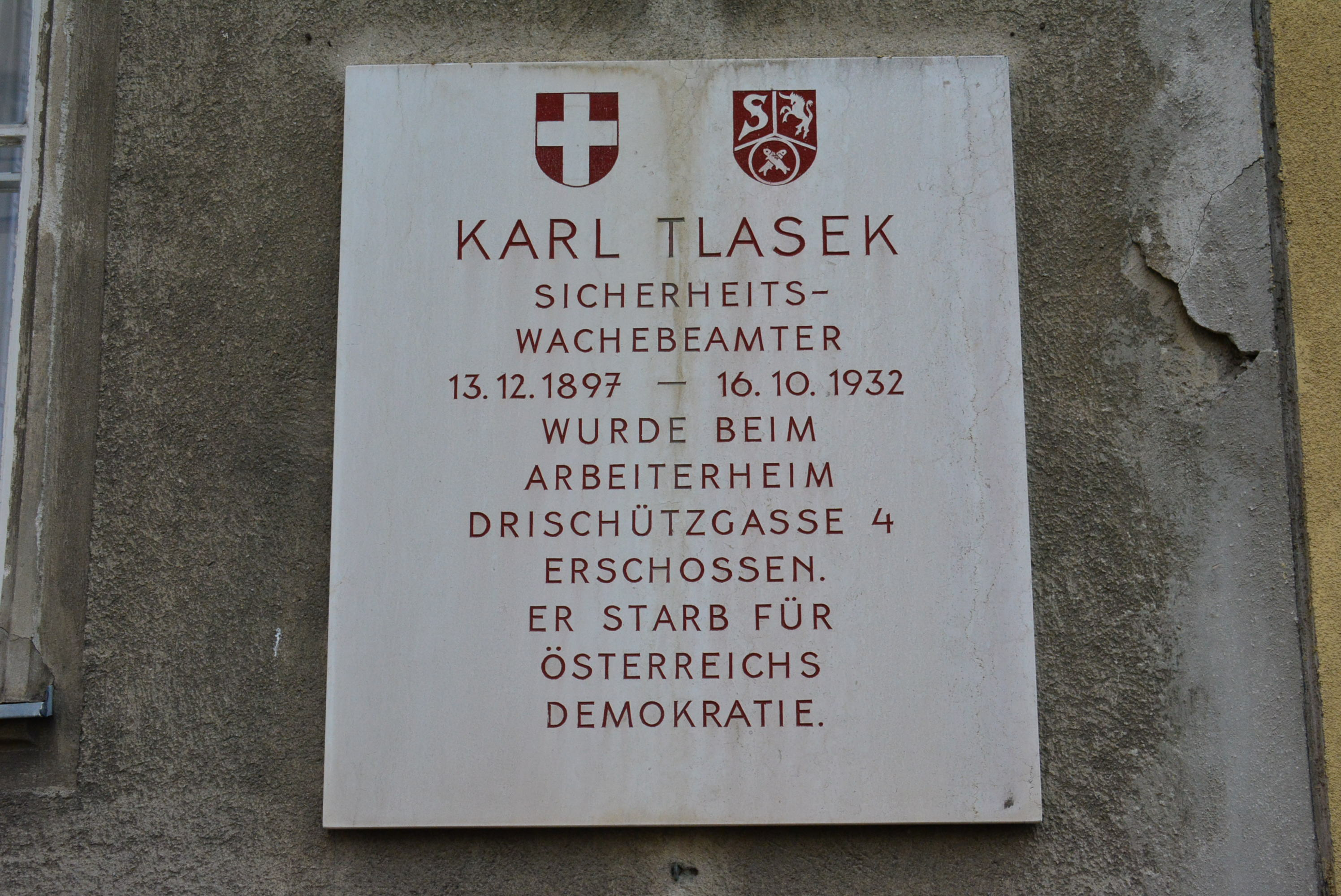
Gedenktafel für den sozialdemokratisch organisierten Polizei-Rayonsinspektor Karl Tlasek am Karl-Tlasek-Hof in Wien-Simmering.

Am 16. Oktober 1932 hielten fast alle politischen Parteien Veranstaltungen oder Kundgebungen in Wien ab. Da bekannt war, dass die NSDAP einen Aufmarsch durch Simmering plante, befand sich eine bewaffnete Abteilung des Republikanischen Schutzbundes im Arbeiterheim Simmering, um das Parteihaus im Falle eines Angriffs zu verteidigen. Der Umzug führte an mehreren Gemeindebauten vorbei, die als Hochburgen der SDAP bekannt waren. Die Polizei versuchte, die gegnerischen Parteien voneinander getrennt zu halten. Trotzdem kam es immer wieder zu Raufereien. Als die Spitze des Demonstrationszuges bereits das Brauhaus erreicht hatte, wo die Abschlusskundgebung stattfinden sollte, bewegte sich ein Teil der Demonstration in Richtung Arbeiterheim in der Drischützgasse 4. Die Zugangsstraßen waren nicht abgeriegelt worden. Dort kam es zu Plänkeleien und als die Polizei eingriff, zogen sich die Schutzbündler in das Innere des Gebäudes zurück. Weitere Nationalsozialisten drängten in die Gasse nach, als der erste Schuss fiel. Der Polizei-Rayonsinspektor Karl Tlasek wurde tödlich getroffen. Nun folgte eine zwanzig Minuten andauernde Schießerei, bei der die Nationalsozialisten Josef Staller und Otto Sennhofer sowie eine Passantin ums Leben kamen. Die Polizei besetzte schließlich das Haus, ging mit Gummiknütteln gegen die Schutzbündler vor und demolierte die Einrichtung.

## Folgen
Die Regierung Dollfuß bestellte infolge der Ausschreitungen den Heimwehrführer Emil Fey zum Staatssekretär für das Sicherheitswesen. Dieser ordnete sofort ein Uniform- und Aufmarschverbot für Wien an, das für alle Parteien galt, die an den Simmeringer Zusammenstößen beteiligt waren, also SDAP, KPÖ und NSDAP. Damit beschritt die Regierung den Pfad der verfassungswidrigen Gewaltmaßnahmen.
16 Schutzbündler mussten sich wegen der Vorfälle in Simmering vor Gericht verantworten. Die Verfahren endeten zunächst mit Freisprüchen, allerdings kamen elf der Angeklagten erst nach der Bestätigung des Urteils durch den Obersten Gerichtshof im Mai 1933 tatsächlich frei. Die restlichen fünf Freisprüche wurden aufgehoben, die Angeklagten in einer neuerlichen Verhandlung im Dezember 1933 zu sieben bzw. neun Monaten schweren Kerkers verurteilt.